# Бану Наджжар
Бану Наджжар (араб. بَنُو نَجَّار‎) — название нескольких не связанных между собой исторических и современных племен в арабском мире. Отдельные племена различаются по религиозному составу.

## История
Одна группа бану Наджжар упоминается в Мединской конституции. Мединский клан бану Наджжар был кланом по материнской линии деда пророка Мухаммеда Абду-ль-Мутталиба. Исламские историки, такие как ат-Табари и Ибн Хаджар аль-Аскаляни, называют их кланом большого мединского племени бану Хазрадж. Аль-Аскаляни утверждает, что их предком был Таймуллах ибн Саляба ибн Амр ибн аль-Хазрадж. У бану Наджжар было как минимум три подклана.
До ислама бану Наджжар из Медины практиковали традиционные арабский языческие верования и владели идолами по имени Самуль, Хуса и ат-Тамм, которые были уничтожены после того, как клан обратился в ислам. Возможно, у них был племенной союз с иудеями Медины.
Первоначально пророк Мухаммед поселился в их квартале, когда эмигрировал из Мекки в Медину. Мечеть Пророка была позже построена в саду клана. В одном из хадисов бану Наджжар восхваляются Пророком.

## Представители
- Абу Айюб аль-Ансари
- Умм Сулейм бин Мильхам
- Зайд ибн Сабит